# Revista Marathon
La Revista Marathon també anomenada 42,195 Marathon Catalunya és una revista mensual d'atletisme popular, pionera a l'Estat Espanyol i l'única revista d'atletisme popular en català. Va néixer el 1982 de la mà de Ramon Oliu, fundador de la Comissió Marató Catalunya i introductor de la Marató de Barcelona, la primera cursa de l'Estat, i de les carreres de fons a Catalunya i Espanya.
La revista que comença a editar-se el 1982 amb el nom de Marathon: revista de curses de fons, passà a denominar-se del 1990 fins al 2006, 42,195 Marathon Catalunya: revista de curses de fons, i des del 2006 rep l'actual nom de Revista Marathon.
Els seus primers números eren un recull dels resultats dels participants a les curses, bàsicament. Més endavant el mercat periodístic va obrir-se camí i la revista es va poder dedicar a ampliar el seu contingut. En l'actualitat, s'hi fa un repàs del mes anterior amb les cròniques de proves atlètiques: maratons, mitges maratons, curses de fons, curses de muntanya, d'orientació, d'ultrafons, cros, triatlons, duatlons, caminades, travesses, marxes i similars.
Durant la llarga trajectòria de la revista, per la seva direcció han passat diversos periodistes esportius de renom com Carlos Martín (director de comunicació dels Jocs Europeus d'Atletisme de Barcelona 2010), Arcadi Alibés (periodista esportiu de TV3), Jaume Sagalés (periodista del món radiofònic) i Carlos Galindo (periodista del diari Sport). També ha tingut diversos col·laboradors com Xavier Agustí, Salva Pou, Josep Maria Antentas, Paris Canals, Xavier Gonzàlvez-Amat o Alberto Montenegro, actual director de la revista. L'any 2007, la revista fou guardonada per l'APPEC al complir 25 anys de vida editorial.